# 校園生活問卷
校園生活問卷，是臺灣知名的一種問卷調查，最主要在調查學校的校園霸凌現象，故俗稱反霸凌問卷、霸凌單。
在臺灣，小學高年級、國中、高中學生應於每年四月接受1次「記名」校園生活問卷調查；每年十月接受1次「不記名」校園生活問卷調查。此問卷最主要在調查學生是否遭到霸凌、歧視或不公平的對待，再根據問卷反映個案進行輔導，問卷結果也要送地方教育局，再送教育部彙辦。如學生提到被霸凌，即須進一步立案調查 。
2020年開始，教育部擬定的新版校園生活問卷，除了調查原先的「學生對學生」的霸凌外，另一半是調查「老師對學生」的霸凌。全國教師工會總聯合會理事長侯俊良說，該問卷許多問題，內容定義模糊，倘若教師訓誡學生「再不認真上課，成績就會變糟」，而學生認定「被老師用尖酸刻薄的語氣對待或被老師嘲笑」、「被老師在公開場合大聲羞辱」，那將讓授課的教師陷於恐怖氛圍。